# Dominic Filiou
Dominic Filiou (Outaouais, Quebec; 27 de febrero de 1977 - ibídem, 2 de enero de 2019) fue un strongman canadiense.
Fue uno de los strongmen más grandes del mundo, con una altura de 1,96 metros, y 200 kg de peso. Compitió por primera vez en El hombre más fuerte del mundo en 2005 y llegó hasta el 3º puesto, lo que no es muy usual la primera vez que se compite allí, pero al año siguiente no pudo llegar tan lejos. Murió el 2 de enero de 2019 por causa de un ataque cardíaco.

## Perfil
- Altura: 1,98 m
- Peso: 181.200 kg
- Bíceps:61 cm
- Cíntura: 120 cm